# Салманасар III
Салманаса́р III (Шульману-ашаред III; аккад. Шульману — предводитель) — царь Ассирии приблизительно в 859—824 годах до н. э. Сын и наследник Ашшурнацирапала II.

## Биография

### Начало правления
К началу правления Салманасара III начали сгущаться тучи на северных границах его царства, где племена Наири, объединившись, образовали государство Биайну (в ассирийских летописях именуется Урарту) во главе с царём Араму. Об этом тревожном событии Салманасар сообщает уже в первый год своего правления. Туда он направил свой поход (858 год до н. э.). Захватив Ариду, укреплённый город некоего Нинни, ассирийцы жестоко расправились с воинами и населением этого города. После чего все соседние племена (семесийцы, ульманийцы и др.) поспешили принести дань. После взятия Ариду Салманасар, продолжая поход, вторгся в область Хубушкия (к югу от озера Ван), правителя которой Какиа он называет «царём страны Наири».
Ассирийцы сожгли в огне Хубушкию вместе с сотней поселений её области. Какиа с остатками войска укрылся в горах, но ассирийцы последовали за ними и нанесли им жестокое поражение. Какиа был вынужден покориться Салманасару III и на него была наложена дань. Затем ассирийцы вторглись в пределы Урарту и подошли к Сугунии, укреплённому городу Араму. Ещё не окрепшее войско Араму не смогло противостоять ассирийцам и город пал. Урарты понесли огромные потери в живой силе, много попало в плен. Салманасар предал 14 окрестных поселений огню, в целях устрашения населения, велел сложить кучу из отрубленных голов напротив Сугунии. После чего, достигнув «Моря страны Наири» (озеро Ван), и омыв по обычаю оружие в его водах и поставив там изображение Салманасара, ассирийцы повернули назад и, пройдя через территорию Гильзана (на западном берегу озеро Урмия), где получили дань от царя Асау, вышли в Ассирию.
В том же 858 году до н. э. возмутился приведённый было к покорности отцом Салманасара III царь Бит-Адини Ахуни, которого поддерживали некоторые другие цари Северной Сирии. Решив снарядить экспедицию за строительным лесом в горы Амана и Лаллар и переправившись через Евфрат где-то севернее Каркемиша, ассирийцы столкнулись с силами Каркемиша, Хаттины, Бит-Адини и Самаля. Но сопротивление, оказанное этими 4 малыми государствами, было безуспешно. Затем Салманасар повторил поход своего отца к Средиземному морю и по древнему обычаю омыл своё оружие в его водах. И хотя Салманасар за время этого похода вывел из Северной Сирии 17 000 арамеев в плен, но ликвидировать очаг волнения так и не смог.

### Северо-сирийский и Южно-сирийский союзы
Из надписи Салманасара III на монолите из Карха (древний Тушхан), посвящённой главным образом походу в Сирию в 853 году до н. э., видно, что в 850-х годах до н. э. в Сирии существовало две коалиции государств. Первая коалиция — Северо-сирийский союз, куда входили Каркемиш, Куммух, Бит-Агуси (Арпад), Мелид, Бит-Габбар (Самаль), Хаттина, Гургум и Бит-Адини. Вторая коалиция — Южно-сирийский союз во главе с Дамаском. Интересно, что члены Дамасской коалиции не оказывали помощь северо-сирийским городам, когда последние выступили единым фронтом на поддержку Бит-Адини, наиболее восточного члена северной коалиции, первым подвергшегося ассирийскому вторжению, а в 853 году до н. э. наоборот, северная коалиция не примкнула к южной.
В 857 году до н. э. Салманасар III вновь двинул свои войска за Евфрат и осадил Каркемиш. Город пал. Царь Каркемиша Сангара уплатил огромную дань 3 таланта золота (90,9 кг), 170 талантов серебра (2121 кг), 30 талантов (909 кг) меди, 100 талантов (3030 кг) железа и многочисленные изделия из драгоценных металлов и меди. Уплатили дань и союзники Сангары. От Хайи, сына Габбара, правителя Самаля ассирийский царь получил 10 талантов (303 кг) серебра, 90 талантов меди (2727 кг), 30 талантов (909 кг) железа, а Хаттина выплатила 3 таланта (90,9 кг) золота, 100 талантов (3030 кг) серебра, 300 талантов (9090 кг) меди и столько же железа. Всего в 857 году до н. э. Салманасар получил 16 талантов (484,4 кг) золота, 206 (6241,8 кг) серебра, 420 (12726 кг) меди и 430 (13029 кг) железа.
13 дуузу (июнь-июль) 3-го года своего правления (856 год до н. э.) Салманасар III вновь двинулся против Бит-Адини и наконец захватил столицу этого царства Тиль-Барсип и взял в плен царя Ахуни. Бит-Адини перестало существовать, став ассирийской провинцией. Тилль-Барсиб был переименован в Кар-Шульману-ашаред («Колония Салманасара») и стал административным центром этой провинции. После чего ассирийцы спустились вниз по Евфрату и, переправившись на другой берег, захватили город, называемый хеттами Питру (ассир. Ана-Ашшур-асбат), затем Салманасар повёл свою армию на северо-восток в Бит-Замани, где была создана ещё одна провинция с центром в Амуду. Продолжая поход, ассирийцы из Бит-Замани двинулись на север, пройдя страны Намдану и Мерхису, вступили в область Энзите, что в стране Алзи. Надпись Салманасара на монолите из Тушхана повествует о том, что он захватил всю область Энзите. Там же был изготовлен и огромный обелиск Салманасара, свидетельствующий о его подвигах, который был установлен в поселении Салуру, недалеко от места слияния реки Арацани с Евфратом. Переправившись через Арацани и пройдя страну Сухму, где покорили город Уашталь, ассирийцы вступили в Дайаэни (страна таохов). Разбив царя таохов, Салманасар повернул и ударил по Урарту с тыла.
В горах Аддуру в ходе ожесточённого сражения ассирийцы нанесли сокрушительное поражение урартской армии. Урарты потеряли убитыми 3400 воинов. Салманасар III разрушил военный лагерь царя Араму, увёл в плен его колесничих, всадников, лошадей, мулов, а также захватил богатое имущество. Араму бежал в горы. Ассирийцы также захватили тогдашнюю столицу Араму крепость Арзашкун (около совр. Адельджеваза на западном берегу Вана) и сожгли её. По своему обыкновению ассирийцы, в целях запугивания населения, соорудили гору из отрубленных голов неприятеля, одних людей свалили в кучу, а других — на кольях посадили вокруг куч.
Затем, обходя озеро Ван с севера, Салманасар III, не спеша велел соорудить на горах Эритиа «огромное изображение своего величества» с надписью о своих подвигах, разрушил города Арамали (позднейший Армарили), Занзиуна и другие, названия которых в тексте не сохранились. После чего «омыв оружие в море Наири» (озеро Ван), ассирийцы продолжили путь на юго-восток и вступили в Гильзан (на западном берегу озера Урмия). Асау, царь Гильзана, вместе с сыновьями и братьями поспешил навстречу Салманасару и уплатил ему дань в виде упряжных лошадей, мелкого и крупного рогатого скота и 7 двугорбых верблюдов. Салманасар повелел установить в столице Гильзана своё изображение. Продолжая поход, ассирийцы подошли к Шилайа, крепости царя Хубушкии Какиа, осадили и захватили её. Перебили множество его воинов, 3 тысячи человек было захвачено в плен, в качестве добычи ассирийцам достались скот, лошади и мулы. Затем ассирийцы через перевал страны Киррури вышли в Ассирию к началу области Арбела.
В 855 году до н. э. Салманасар III предпринял поход на восток, на территорию наиболее значительного государственного образования во внутренней Замуа, во главе которого стоял Никдиара (или Мектиара), и когда последний пытался уйти от ассирийцев через озеро на лодках, то Салманасар последовал за ним и дал ему бой на воде. Никдиара потерпел поражение.
На 5-м году своего правления (854 год до н. э.) Салманасар III выступил против царя Шуприи (в Сасунских горах, в западной части Армянского Тавра). В своих анналах Салманасар упоминает, что во время своего 5-го похода он запер Анхите в его городе и получил от него многочисленную дань. Здесь же упоминается о завоевании 11 городов. Однако в краткой пояснительной надписи на Балаватских воротах (современный город Балават — древний Имгур-Бел или Эимгур-Эллиль к югу-востоку от Ниневии) он говорит уже о завоевании Упуму (современный Фум в 3 км от Илидже) столице Анхите. Возможно, что речь здесь идёт о другом походе.

### Битва при Каркаре
В ожидании нового ассирийского нашествия цари и князья Южной Сирии и Финикии создают коалицию против Ассирии (так называемый Южно-сирийский союз) во главе с царём Дамаска Бар-Хададом II (Хадад-эзером). В союз входили также царь Хамата (ассир. Аматту) Ирхулени, царь Израиля Ахав, царь Арвада Матанбаал I, царь Аммона Бааша, царь Сиянны (северная Финикия) Адуни-Баал, царь Куэ (Киликии), аравийский вождь Гиндибу, финикийские города Арка и Усаны (расположены между Арвадом и Симиррой) и Мусру (Египет).
Дамаск выставил 1200 колесниц, 1200 всадников и 20 000 пехоты, Хамат — 700 колесниц, 700 всадников и 10 000 пехоты, Израиль — 2100 всадников и 10 000 пехоты, арабы поставили 1000 верблюдов с сидящими на них воинами, немалые силы выставили и остальные участники коалиции. Даже египетский фараон послал в помощь союзу 1000 своих воинов. Собрав такое огромное войско (не менее 60 000 воинов, из них 40 000 пехоты, 3 000 всадников и 4 000 колесниц), союзники выступили на север, навстречу ассирийцам.
Тем временем Салманасар III в 853 году до н. э. переправился через Евфрат. На сирийском берегу его с дарами встретили царь Каркемиша, Сангара, царь Куммуха Кудаспи, царь Мелида Лалли, цари Самаля, Хаттины, Гургума и др. Затем ассирийцы заняли Халеб, покорившийся без боя, и продолжили наступление на юг.
У стен города Каркара (в бассейне среднего течения реки Оронт) произошла решающая битва. Салманасар III в своих летописях сообщал, что он разрушил Каркар и наголову разбил союзников и что те понесли потери в 14 000 воинов. Однако, очевидно, на самом деле победа, которую приписывает себе Салманасар, была весьма сомнительной. О своих потерях ассирийский царь благоразумно промолчал, но они, по-видимому, были весьма велики. Ассирийские войска не только не двинулись далее, на Дамаск, но даже вынуждены были вернуться обратно в Ассирию.
Описание битвы при Каркаре содержится на монолите из Карха.

### Вмешательство в дела Вавилонии
В 851—850 годах до н. э. Салманасару III удалось поставить под свой контроль южного соседа — Вавилонское царство. После смерти вавилонского царя Набу-апла-иддина (854 год до н. э.) его сыновья Мардук-закир-шуми I и Мардук-бел-усати поделили между собой Вавилонию. Первый взял север с Вавилоном, второй юг. Мардук-бел-усати на юге вступил в соглашение с халдеями и вместе с ними двинулся на Вавилон, взял его и выгнал брата. Тогда вавилоняне обратились за помощью к Салманасару. Тот с готовностью двинулся на Вавилон и выгнал оттуда Мардук-бел-усати, который бежал в горы. Затем прошёл в Халдею, взял и разрушил крепости халдейских князей. Халдейские государства Бит-Амукани, Бит-Дакури и Бит-Якина уплатили дань. Вавилон, Борсиппа, Кута встретили Салманасара как избавителя. В своих надписях Салманасар подчёркивает уважение, с которым отнёсся к привилегиям священных городов Аккада и их храмам, куда он принёс богатые жертвы. Мардук-закир-шуми I был восстановлен на престоле Вавилона, но правил после этого как вассал ассирийского царя.
10-й поход Салманасар III совершил на запад, в Северную Сирию (848 год до н. э.). В 8-й раз переправившись через Евфрат, Салманасар разгромил войска Каркемиша и ещё 12 царей, пришедших ему на помощь. Последние в страхе разбежались. После чего ассирийцы взяли и разрушили Каркемиш. Царь Каркемиша Сангара не только признал власть Ассирии, но и послал Салманасару богатые дары золотом, серебром, бронзой, тканями и скотом, а также свою родную дочь вместе с дочерьми 100 своих высокопоставленных вельмож. Затем, перейдя Оронт, ассирийцы двинулись через Северную Сирию и, преодолев Аманские горы, спустились в Киликию. Вскоре ассирийский царь с богатой добычей возвратился обратно к Евфрату, где получил присланную дань от «заморских царей» и царей берегов Евфрата. 11-й поход Салманасар предпринял к горам Амана, где захватил 92 города и увёл оттуда пленных жителей. Причём 10 тысяч врагов пало за этот поход от ударов его воинов.
В течение 8 лет ассирийцы не смели совершать походы в Сирию, если не считать разведывательных набегов 849 и 848 годов до н. э. В 845 году до н. э. Салманасар III созвал общее ополчение и с войском в 120 000 человек (неслыханная дотоле цифра) выступил против Сирии, но снова без успеха.
В 15-й год своего правления (844 год до н. э.) Салманасар III выступил на север, в страны Наири. Дойдя до истоков Тигра и оставив там своё изображение на скалах гор, Салманасар прошёл перевал Тунубуни и поселения Араму царя Урарту до истока Евфрата разрушил и сжёг. После чего он достиг истока Евфрата и омыл в нём своё оружие. Асиа, царь Дайаэни, не посмел сопротивляться ассирийскому царю и обнял его ноги, выражая покорность. Салманасар принял от него дань и установил в его городе своё изображение.
Между тем между сирийских врагов Ассирии начались раздоры. Ахав, царь Израиля, вышел из союза, начал войну с царём Дамаска Бар-Хададом II, но погиб в сражении при Рамот-Гилеаде. Несколько лет спустя сын Ахава Иорам был свергнут и убит в результате дворцового переворота. Новый царь Израиля Иегу (Ииуй) подчинился Ассирии и прислал Салманасару III богатые дары. Вскоре смерть настигла и Бар-Хадада II. Один из его приближённых некто Газаил, воспользовавшись тяжёлой болезнью царя, задушил его мокрым одеялом, а сам захватил престол. Таким образом, коалиция распалась. Этим не замедлил воспользоваться Салманасар.
В 841 году до н. э., в 18-й год своего правления Салманасар III во главе огромного войска в 16-й раз пересёк Евфрат и двинулся на Дамаск. Газаил занял оборону на Сенире (Ермон), одной из горных вершин Ливана. В прошедшем сражении Салманасар одержал решительную победу. Шесть тысяч вражеских воинов было убито, в плен ассирийцы захватили 1121 колесничего и 470 всадников. Газаил бежал в Дамаск и заперся там. Салманасар осадил Дамаск, но взять город так и не смог. Израиль, Тир, Сидон принесли дань. Даже египетский фараон признал могущество Ассирии и прислал Салманасару в дар 2 верблюдов, бегемота, а также других диковинных животных. Принесение дани подвластными царями изображено на так называемом «чёрном обелиске Салманасара», найденном в его дворце в Кальху. На побережье Финикии Салманасар повелел вытесать на скале своё изображение рядом с рельефом Тиглатпаласара I.
В 830-х годах до н. э. Салманасар III предпринял ряд походов с целью захватить в свои руки рудники добычи металлов в горах на юго-востоке Малой Азии. Поводом к выступлению послужило то, что царь Самаля Киламува призвал Салманасара на помощь против царя дануниитов Азитавадда. Уже в 840 году до н. э. отмечен в списке эпонимов как «поход против кедра», то есть поход в горы Амана за строительным лесом. В следующем 839 году до н. э. Салманасар, покорив расположенные южнее «позднехеттские государства», пересёк горы Амана и двинулся через земли Куэ. Города Киццуватны и Лавацантии (близ современных Сар и Эльбистан) сдались ему. А через 2 года (836 год до н. э.) Салманасар переправился через перевалы Антитавра и разрушил города Табала (22-й год правления). Цари Табала сдались на милость победителя. Самым значительным из них был Тузати. После этой победы Салманасар повернул свою армию на юго-запад против Хубишны (совремеменный Эрегли) и вернулся через Киликийские ворота, ещё раз пройдя через горы Амана. После покорения Табала Салманасар посетил копи и каменоломни в горах Тавра.
В 23-й год своего правления (835 год до н. э.) Салманасар III переправился через Евфрат и покорил Гаэташ, укреплённый город царя Мелида Лаллы. Цари Табала вновь принесли дань. 838 год до н. э. отмечен в списке эпонимов как поход против Сухи. В 837 году до н. э. ассирийцы выступили против Данабу, в том же 21-м году правления Салманасара дань принесли Тир, Сидон и Библ.
Походы ассирийцев на восток также были успешны. Ещё в 842 году до н. э. Салманасар III подавил волнения в Намаре (среднее течение реки Диялы) и поставил там царём «янзи» (касситский титул) из соседнего Бит-Хамбана. В 834 году до н. э. этот «янзи» отказался от повиновения ассирийскому царю. Салманасар немедленно вторгся в Намар, через перевалы гор Хашмар. После разгрома 4 намарских крепостей Сихишалаха, Бит-Тамуля, Бит-Сакки (или Бит-Санги, по-видимому, около современного Ханякина) и Бит-Шеди мятежный «янзи» бежал в Мидию. Ассирийцы последовали за ним, сначала в Парсуа, где получили дары от двадцати семи царей этой маленькой страны. Затем, перевалив через горы, ассирийцы спустились в область Месси (в верховьях реки Джегету), а после этого по другую сторону хребта прошли в округа Аразиаш и Хархар, принадлежавшие уже к стране Мидийского племенного союза, и заняли тут 4 крепости. Здесь ассирийцы пробыли некоторое время и даже успели высечь на камне изображение Салманасара. Затем, однако, ассирийцы ушли, уведя с собой пленного намарского «янзи» и не попытались удержаться в Мидии прочнее.
В 833—832 годах до н. э. Салманасар III вёл войны в Куэ (Киликии) и лишил её царя Ките престола в пользу его брата Кирре. В 832 году до н. э. жители Хаттины (может быть Падан-Арам Библии, на границе Сирии и Малой Азии) свергли своего царя Лакарну, сторонника Ассирии. Салманасар взял мятежный город и поставил там нового верного ему царя.
На 27-м году правления (831 год до н. э.) стареющий Салманасар III послал против Урарту своего туртана (высшее воинское звание в Ассирии) Дайан-Ашшура. Последний двинулся из Бит-Замани, перевалил через горы в стране Энзите и переправился через Арацани, но дальнейшее его продвижение было остановлено урартским войском, во главе с царём Сидури (Сардури I). Хотя Дайан-Ашшур говорит о победе над его войском, но, судя по сдержанности сведений летописи о походе 27-го года, можно думать, что успех ассирийцев был невелик. В 830 году до н. э. ассирийцы воевали со страной Унку (у залива Искандерун), а в 829 году до н. э. ассирийцы предприняли поход против Уллубы.
В 30-й год правления Салманасара III (828 год до н. э.) ассирийское войско под командованием туртана Дайан-Ашшура предприняло поход, направленный против мелких царств приурмийской равнины (Внутренняя Замуа) и, в частности, против Манны. Вначале Дайан-Ашшур двинулся из долины Большого Заба в расположенную южнее озера Ван Хубушкию, где получил дань от её царя Датаны. Затем через территорию некого Магдубу малхисского повернул на юго-восток и вторгся на территорию царя Манны Уалки. Уалки укрылся в горах, но ассирийцам удалось угнать много скота и захватить брошенные поселения, в том числе и Изирту (или Зиату), крепость-резиденцию Уалки. Затем ассирийский полководец вступил на землю царства Харруны, где правил некто Шуллусуну. После захвата крепости Масашуру Шуллусуну изъявил покорность Ассирии и был оставлен на царствовании, но его страна была обложена данью лошадьми. Одновременно дань ассирийцам принёс и Артасару, царь Шурдиры (поздняя Шурда), лежащей на пути из Караллы (в верховьях Малого Заба выше Сердешта) в Кинясу, то есть, очевидно, в верховьях Джегету и её притоков. Затем ассирийцы ушли в Парсуа, где с части царьков получили дань, а часть «царств» разграбили.
С небольшими отклонениями тот же поход был повторен Дайан-Ашшуром и в следующем 31-м году правления Салманасара III (827 год до н. э.). Ассирийцы поднялись вверх по Большому Забу и направились к Сапарии, крепости в стране Муцацир. Захватив Сапарию вместе с сорока шестью окрестными поселениями, ассирийцы затем вторглись в Урарту. Несмотря на то, что ассирийцы предали грабежу и разрушению 50 городов Урарту, они так и не одержали решительной победы и вынуждены были повернуть назад. Обратный их путь проходил по западному побережью озера Урмия через территорию Гильзана. Получив здесь дань рогатым скотом и лошадьми, как с самого Гильзана, так и с окрестных «царств» и племён вплоть до Андии (на нижнем течении реки Кызыл-Узен), Дайан-Ашшур прошёл через внутреннюю Замуа и Парсуа и спустился в Намар. По дороге он захватил горную крепость Бушту, на границе Манны и Парсуа и другие маннейские и парсуанские крепости, а Намар подверг разгрому огнём и мечом. В конце похода войско вышло на территорию ассирийской провинции Замуа.
В результате 32 походов Салманасара III Ассирия значительно расширила свои границы. Территория Ассирийской державы при нём была поделена на 26 провинций, наместники которых поочередно становились верховными сановниками — эпонимами года (лимму). Последние годы жизни Салманасар посвятил строительной деятельности, в частности он закончил зиккурат в Кальху, сооружение которого начал ещё его отец.
Однако Ассирия была истощена беспрерывными войнами и в ней росло недовольство. В 827 году до н. э. в Ассирии вспыхнул мятеж, во главе которого стоял старший сын Салманасара III Ашшур-дани-наплу, обойдённый отцом при назначении наследника. Мятеж был поддержан всей коренной Ассирией. На сторону восставших перешли более двадцати семи городов царства. Верным царю и назначенному им наследнику Шамши-Ададу остались лишь царская резиденция Кальху, действующая армия, наместники некоторых отдалённых провинций, а также четыре высших государственных сановника, которые в годы мятежа, как об этом сообщают датировочные документы, повторно были эпонимами. Салманасар умер, так и не подавив этого мятежа.
Салманасар III правил 35 лет.